# Горње Јеловце
Горње Јеловце (мкд. Горно Јеловце) је насељено место у Северној Македонији, у северозападном делу државе. Горње Јеловце припада општини Гостивар.

## Географски положај
Насеље Горње Јеловце је смештено у северозападном делу Северне Македоније. Од најближег већег града, Гостивара, насеље је удаљено 18 km западно.
Горње Јеловце се налази у горњем делу историјске области Полог. Насеље је положено високо, на јужним висовима Шар-планине. Испод села протиче Јеловачка река, притока Вардара. Надморска висина насеља је приближно 1.200 метара.
Клима у насељу је планинска.

## Становништво
По попису становништва из 2002. године Горње Јеловце је имало 2 становника.
Претежно становништво у насељу су етнички Македонци (100%). 
Већинска вероисповест у насељу је православље.